# Cable Dahmer Arena
Die Cable Dahmer Arena ist eine Mehrzweckhalle in der US-amerikanischen Stadt Independence im Bundesstaat Missouri. Die Veranstaltungshalle liegt südöstlich vom Autobahnknoten der Interstate 70 und der Interstate 470. Der 68 Mio. US-Dollar teure Bau bietet 5800 Sitzplätze. Um die Arena befinden sich 2200 Parkplätze.

## Name
Am 30. September 2015 erhielt das Independence Events Center den Sponsorennamen Silverstein Eye Centers Arena nach den Augenzentren Silverstein Eye Centers. Am 9. März 2020 wurde der Autohändler Cable Dahmer Auto Group neuer Namensgeber der Mehrzweckarena.

## Nutzung
Sie ist die Spielstätte des Eishockeyteam der Kansas City Mavericks aus der ECHL und der Hallenfußballmannschaft der Kansas City Comets aus der Major Arena Soccer League (MASL). Des Weiteren nutzte die Arena-Footballmannschaft der Kansas City Phantoms aus der Champions Indoor Football (CIF) von 2017 bis 2018 die Halle. Seit 2021 ist auch die Kansas City Force aus der X League (Arena Football, Frauen) in der Halle ansässig.
Neben dem Sport finden u. a. auch Konzerte und Shows statt. Öffentliches Eislaufen wird im benachbarten Independence Community Ice angeboten.